# امهيدان (لودر)

تعديل مصدري - تعديل

امهيدان هي إحدى قرى عزلة زارة بمديرية لودر التابعة لمحافظة أبين، بلغ تعداد سكانها 203 نسمة حسب تعداد اليمن لعام 2004.